# Ortisei Challenger
Ortisei Challenger, właśc. Sparkasse Challenger – męski turniej tenisowy rangi ATP Challenger Tour. Rozgrywany na kortach twardych w hali we włoskim Urtijëi od 2010 roku.

## Mecze finałowe

### Gra pojedyncza
| Rok  | Mistrz             | Finalista             | Wynik            |
| 2022 | Borna Gojo         | Lukáš Klein           | 7:6(4), 6:3      |
| 2021 | Oscar Otte         | Maxime Cressy         | 7:6(5), 6:4      |
| 2020 | Ilja Iwaszka       | Antoine Hoang         | 6:4, 3:6, 7:6(3) |
| 2019 | Jannik Sinner      | Sebastian Ofner       | 6:2, 6:4         |
| 2018 | Ugo Humbert        | Pierre-Hugues Herbert | 6:4, 6:2         |
| 2017 | Lorenzo Sonego     | Tim Pütz              | 6:4, 6:4         |
| 2016 | Stefano Napolitano | Alessandro Giannessi  | 6:4, 6:1         |
| 2015 | Ričardas Berankis  | Rajeev Ram            | 7:6(3), 6:4      |
| 2014 | Andreas Seppi      | Matthias Bachinger    | 6:4, 6:3         |
| 2013 | Andreas Seppi      | Simon Greul           | 7:6(4), 6:2      |
| 2012 | Benjamin Becker    | Andreas Seppi         | 6:1, 6:4         |
| 2011 | Rajeev Ram         | Jan Hernych           | 7:5, 3:6, 7:6(6) |
| 2010 | Michał Przysiężny  | Lukáš Lacko           | 6:3, 7:5         |

### Gra podwójna
| Rok  | Mistrzowie                                    | Finaliści                             | Wynik                |
| 2022 | Denis Istomin Evgeny Karlovskiy               | Marco Bortolotti Sergio Martos Gornés | 6:3, 7:5             |
| 2021 | Antonio Šančić Tristan-Samuel Weissborn       | Alexander Erler Lucas Miedler         | 7:6(8), 4:6, 10–8    |
| 2020 | Andre Begemann Albano Olivetti                | Ivan Sabanov Matej Sabanov            | 6:3, 6:2             |
| 2019 | Nikola Ćaćić Antonio Šančić                   | Sander Arends David Pel               | 6:7(5), 7:6(3), 10–7 |
| 2018 | Sander Gillé Joran Vliegen                    | Purav Raja Antonio Šančić             | 3:6, 6:3, 10–3       |
| 2017 | Sander Arends Antonio Šančić                  | Jeremy Jahn Edan Leszem               | 6:2, 5:7, 13–11      |
| 2016 | Kevin Krawietz Albano Olivetti                | Frank Dancevic Marko Tepavac          | 6:4, 6:4             |
| 2015 | Maximilian Neuchrist Tristan-Samuel Weissborn | Nikola Mektić Antonio Šančić          | 7:6(7), 6:3          |
| 2014 | Siarhiej Bietau Alaksandr Bury                | James Cluskey Austin Krajicek         | 6:4, 5:7, 10–6       |
| 2013 | Christopher Kas Tim Pütz                      | Benjamin Becker Daniele Bracciali     | 6:2, 7:5             |
| 2012 | Karol Beck Rik de Voest                       | Rameez Junaid Michael Kohlmann        | 6:3, 6:4             |
| 2011 | Dustin Brown Lovro Zovko                      | Philipp Petzschner Alexander Waske    | 6:4, 7:6(4)          |
| 2010 | Michaił Jełgin Aleksandr Kudriawcew           | Tomasz Bednarek Michał Przysiężny     | 3:6, 6:3, 10–3       |